# Katinac
Katinac falu Horvátországban Belovár-Bilogora megyében. Közigazgatásilag Đulovachoz tartozik.

## Fekvése
Belovártól légvonalban 52, közúton 62 km-re délkeletre, Daruvár központjától légvonalban 15, közúton 20 km-re északkeletre, községközpontjától 2 km-re délnyugatra, Nyugat-Szlavóniában, a Papuk-hegység északi részén, a Krivaja és Puklica-patakok összefolyásánál fekszik. 

## Története
A térség középkori településeit 1542-ben pusztította el a török és csak a 17. század végén szabadult fel a török uralom alól. A kihalt területre a parlagon heverő földek megművelése és a határvédelem céljából a 18. század első felében Bosznia területéről telepítettek be szerb anyanyelvű lakosságot. Az első katonai felmérés térképén „Katinacz” néven Korenica településrészeként találjuk. 
Lipszky János 1808-ban Budán kiadott repertóriumában „Katinacz” néven szerepel. Nagy Lajos 1829-ben kiadott művében „Katinacz” néven 29 házzal 240 ortodox vallású lakossal találjuk.
A Magyar Királyságon belül Horvát–Szlavónország részeként, Pozsega vármegye Daruvári járásának része volt. 1857-ben 131, 1910-ben 345 lakosa volt. 1910-ben a népszámlálás adatai szerint lakosságának 89%-a szerb, 9%-a horvát anyanyelvű volt. Az I. világháború után 1918-ban az új szerb-horvát-szlovén állam, majd később (1929-ben) Jugoszlávia része lett. 1941 és 1945 között a németbarát Független Horvát Államhoz, háború után a település a szocialista Jugoszláviához tartozott. 1991-től a független Horvátország része. 1991-ben lakosságának 96%-a szerb nemzetiségű volt. A délszláv háború idején kezdettől fogva szerb kézen volt. 1991 novemberében az Orkan-91 hadművelet első szakaszában foglalta vissza a horvát hadsereg. A szerb lakosság nagyrészt elmenekült, helyükre koszovói horvátok érkeztek. A falunak 2011-ben 115 lakosa volt.

## Lakossága
| Lakosság változása | Lakosság változása | Lakosság változása | Lakosság változása | Lakosság változása | Lakosság változása | Lakosság változása | Lakosság változása | Lakosság változása | Lakosság változása | Lakosság változása | Lakosság változása | Lakosság változása | Lakosság változása | Lakosság változása | Lakosság változása |
| ------------------ | ------------------ | ------------------ | ------------------ | ------------------ | ------------------ | ------------------ | ------------------ | ------------------ | ------------------ | ------------------ | ------------------ | ------------------ | ------------------ | ------------------ | ------------------ |
| 1857               | 1869               | 1880               | 1890               | 1900               | 1910               | 1921               | 1931               | 1948               | 1953               | 1961               | 1971               | 1981               | 1991               | 2001               | 2011               |
| 131                | 0                  | 216                | 248                | 309                | 345                | 326                | 344                | 268                | 243                | 266                | 230                | 174                | 156                | 166                | 115                |

(1869-ben lakosságát Potočanihoz számították.)

## Nevezetességei
Szent Péter és Pál apostolok tiszteletére szentelt pravoszláv parochiális templomának elődje Puklicán épült a 18. század közepén. Ez valószínűleg egy fatemplom volt. A mai katnicai templom 1868-ban épült. Ikonosztázát Evtimije Subotić festette. A templomot 1978/79-ben felújították. A délszláv háború idején ismeretlenek behatoltak a templomba és kilenc ikont tönkretettek.